# Talmud de Jerusalem
El Talmud de Jerusalem (en hebreu: תלמוד ירושלמי) (transliterat: Talmud Yeruixalmi) o Talmud de Palestina, és una compilació dels debats rabínics sobre l'elaboració de la Mixnà en idioma arameu occidental, que es van celebrar a la terra d'Israel en el mateix període que el Talmud de Babilònia. Fou redactat a correcuita, sota la pressió de les circumstàncies històriques. Els tractats de l'ordre Nezikín mostren diferències significatives en la forma i l'estil en comparació amb altres tractats, la qual cosa suggereix que són el resultat d'una composició més antiga (50 anys abans que la resta del Talmud).

## Antecedents
Així com el Talmud de Babilònia, l'objectiu del Talmud de Jerusalem va ser el desenvolupament de la tradició oral jueva que s'havien cristal·litzat a la Mixnà en el segon segle dC. Després de la redacció d'aquest, molts estudiosos jueus que vivien a la província de Judea sota control romà, es van veure obligats a l'exili a Pèrsia després dels decrets de l'emperador Hadrià arran de la Revolta de Bar Kokhebà. Els estudiosos que es van mantenir, sobretot a Galilea, van decidir continuar ensenyant tot i la prohibició que afectava a l'estudi i ensenyament de tots els textos jueus, en les acadèmies que existien des de l'època de la Mixnà. Els creadors del que seria codificat com el Talmud de Jerusalem, van ser Rabí Hanina i Rabí Oixaià.
Encara que el progrés del Talmud de Jerusalem fou al mateix ritme que el seu homòleg de Babilònia, el seu estudi es va fer molt més difícil per culpa de les autoritats romanes. Calia tenir en secret les escoles on s'estava desenvolupant. Les coses empitjoraren per la conversió de l'emperador Constantí I el Gran al cristianisme vers l'any 313.
Durant el regnat de l'emperador Teodosi II, la comunitat jueva va tornar a ser perseguida. Sota la influència de la seva germana gran, Pulcre, l'emperador romà d'Orient va tornar al cristianisme ortodox, i l'antisemitisme va portar a la destrucció dels llocs de culte jueus, sinagogues i acadèmies. Sota aquestes pressions, Rabí Manà i Rabí Yossi van redactar el Talmud de Jerusalem, cap a l'any 400 dC.
Amb el retorn dels jueus (Sionisme) a la terra d'Israel en l'edat moderna, el Talmud de Jerusalem ha adquirit major rellevància i popularitat rabínica i talmúdica entre els estudiosos.

## Vegeu
- Talmud de Babilònia
- Halacà
- Mixnà
- Guemarà